# Theatergasse (Salzburg)

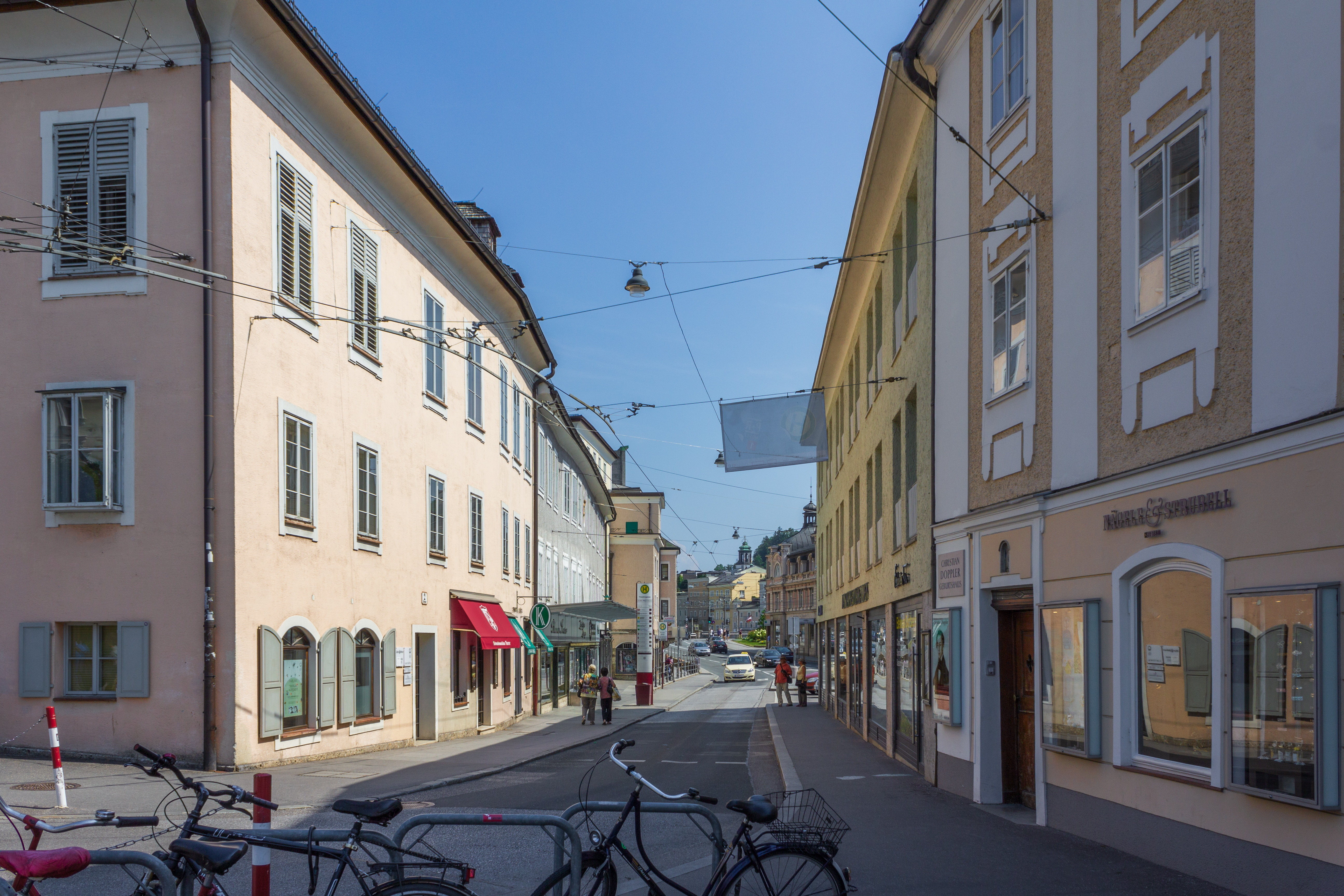
Die kurze Theatergasse von Norden (2015)

Die Theatergasse in der österreichischen Landeshauptstadt Salzburg befindet sich in der rechten Altstadt. Das kurze Straßenstück verbindet die dortige Schwarzstraße mit dem Makartplatz und hat mit einer zentralen Bushaltestelle Bedeutung für den öffentlichen Verkehr.

## Lage und Gebäude
Die Theatergasse ist eine in schrägem Winkel von der Schwarzstraße ab Höhe Lederergasse rechts abzweigende Verbindung zum Makartplatz und hat eine Länge von rund siebzig Meter. In der südlicheren Hälfte ist der Straßenzug linksseitig zur Schwarzstraße hin frei, rechts begrenzen ihn die Häuser mit den Adressen Schwarzstraße 12 bis 16. Im nördlichen Teil steht linksseitig das Haus Theatergasse 1, in dem sich von 1919 bis 2021 die schon 1592 gegründete Mayrische Buchhandlung bzw. zuletzt Mayrische Musikalienhandlung befand. (Heute findet sich das Unternehmen in der nahen Bergstraße.) Rechtsseitig steht in Anschluss an das Haus Schwarzstraße 16 die Hausnummer 2 der Theatergasse. Es handelt sich dabei um den Seiteneingang des Gebäudes Makartplatz 8, dem Tanzmeisterhaus (Mozart-Wohnhaus). In diesen beiden Gebäuden sind die Kartenbüros des Salzburger Landestheaters und des Mozarteums untergebracht.

## Geschichte
Der Beginn der heutigen Theatergasse liegt dort, wo auch die Lederergasse von der Schwarzstraße abzweigt und sich einst das Lederertor der mittelalterlichen Stadtmauer befand. Im Zuge der dritten Stadtbefestigung ab 1620 wurde die Salzach durch erste Regulierungsmaßnahmen zurückgedrängt, sodass ein Freiraum für weitere Bauten entstand und vom Platzl (gegenüber der heutigen Staatsbrücke) nordwärts eine Reihe von Häusern errichtet wurde. Die zwischen dieser Häuserzeile und der Linie entlang der alten Stadtmauer mit dem Lederertor entstandene neue Gasse wurde nach dem damaligen Wirtshaus zum goldenen Kreuz als Kreuzwirt(s)gässchen bezeichnet. Die Gasse bildete somit auch die Fortsetzung der noch heute bestehenden Lederergasse außerhalb des Lederertors. 1862 wurde das Lederertor abgerissen und gleichzeitig wurde das Kreuzwirtgässchen in Theatergasse umbenannt. Denn bereits 1775 war gegenüber dem Ende der Gasse auf dem heutigen Makartplatz das Fürsterzbischöfliche Hoftheater errichtet worden, der Vorgängerbau des nachmaligen Neuen Stadttheaters. Heute befindet sich das Salzburger Landestheater dort.
Ab den 1860er Jahren kam nach Errichtung des Salzburger Hauptbahnhofs verstärkter Verkehr in das Stadtzentrum, sodass man einen neuen Verkehrsweg dorthin plante und so die Schwarzstraße angelegt wurde, die damals im inneren Bereich noch Bismarckstraße hieß. Wenig später wurden dann die Häuser linksseitig im oberen Teil der Theatergasse (heute Schwarzstraße) abgerissen, an deren Stelle heute das 1882 fertiggestellte  Bazargebäude steht. Unter anderem hatte der Kunsthändler und Verleger Gregor Baldi dort ein Haus besessen.

## Verkehr
Die Theatergasse ist eine Einbahnstraße Richtung Makartplatz und dem unmotorisierten Verkehr sowie Bussen und Taxis vorbehalten. Eröffnet für den Busverkehr wurde die Straße am 15. Juli 1953, um das Abbiegen der Obusse von der Schwarzstraße zum Makartplatz hin zu erleichtern. Seitdem befindet sich in der Theatergasse eine Bushaltestelle für Stadt- und Regionalbusse, die bis etwa 2021 die Bezeichnung Theatergasse trug bzw. in den Ansagen als Zentrum, Theatergasse angekündigt wurde. Heute wird sie – wie vier weitere Haltepunkte am und um den Platz – Makartplatz genannt und ist in den Haltestellenplänen mit Bussteig C ausgewiesen.